# Epiplema lacteata
Epiplema lacteata är en fjärilsart som beskrevs av W. Warren 1896. Epiplema lacteata ingår i släktet Epiplema och familjen Uraniidae. Inga underarter finns listade i Catalogue of Life.